# Man on the Moon (film)
Man on the Moon is een Amerikaanse biografische tragikomedie uit 1999 onder regie van Miloš Forman. Het verhaal gaat over het leven en de carrière van de excentrieke Amerikaanse komiek Andy Kaufman. Forman won hiervoor de Zilveren Beer voor beste regie op het Filmfestival van Berlijn 2000 en werd er tevens genomineerd voor de Gouden Beer voor beste film. Hoofdrolspeler Jim Carrey won voor zijn rol als Kaufman een Golden Globe. R.E.M. werd voor het in de film voorkomende nummer The Great Beyond genomineerd voor een Grammy Award. Het titelnummer Man on the Moon staat op hun album Automatic for the People.

## Verhaal
De film begint met Kaufmans kindertijd, wanneer hij verzonnen televisieprogramma's opvoert voor zijn knuffelbeesten. Daarna wordt verhaald over de optredens in comedy-clubs, en televisie-optredens, waaronder zijn verschijningen in het Amerikaanse programma Saturday Night Live van David Letterman. Ook wordt zijn rol als de aimabele Latka Gravas in de serie Taxi getoond, waaraan Kaufman zelf een hekel had.
Danny DeVito speelt de rol van Kaufmans manager, daarnaast verschijnen in de film Courtney Love en Paul Giamatti als Bob Zmuda. Veel van Kaufmans vrienden en collega's zijn te zien in de film, onder wie DeVito, Zmuda, David Letterman, professioneel Amerikaans worstelaar Jerry Lawler, Bud Frieman, Jeff Conaway, Marilu Henner, Judd Hirsch, Christopher Lloyd en de maker van Saturday Night Live Lorne Michaels.

## Rolverdeling
| Acteur             | Personage       |
| ------------------ | --------------- |
| Jim Carrey         | Andy Kaufman    |
| Jim Carrey         | Tony Clifton    |
| Jim Carrey         | Latka Gravas    |
| Danny DeVito       | George Shapiro  |
| Courtney Love      | Lynne Margulies |
| Paul Giamatti      | Bob Zmuda       |
| Paul Giamatti      | Tony Clifton    |
| Vincent Schiavelli | Maynard Smith   |
| Peter Bonerz       | Ed Weinberger   |
| Jerry Lawler       | zichzelf        |
| Gerry Becker       | Stanley Kaufman |
| Leslie Lyles       | Janice Kaufman  |
| George Shapiro     | Mr. Besserman   |
| Richard Belzer     | zichzelf        |
| Patton Oswalt      |                 |
| Melanie Vesey      | Carol Kaufman   |
| Brittany Colonna   |                 |
| Michael Kelly      | Michael Kaufman |
| Michael Villani    | Merv Griffin    |
| Bob Zmuda          | Jack Burns      |
| Tracey Walter      |                 |